# حوزه انتخابیه خاش، میرجاوه، نصرت‌آباد و کورین
حوزه انتخابیه خاش ، میرجاوه ، تفتان ، نصرت‌آباد و کورین یکی از ۶ حوزه از حوزه‌های استان سیستان و بلوچستان برای انتخابات مجلس شورای اسلامی است. این حوزه به مرکزیت خاش، ۱ نماینده دارد.

## نمایندهدوره دهم
عبدالغفور بلوچ زهی

## پی‌نوشت و منبع
- «جدول حوزه‌های انتخابیه در انتخابات دهمین دورهٔ مجلس شورای اسلامی» (PDF). مرکز پژوهش و سنجش افکار صدا و سیما. بایگانی‌شده از اصلی (PDF) در ۵ اكتبر ۲۰۱۸. دریافت‌شده در ۱۴ ژوئیه ۲۰۱۶. تاریخ وارد شده در |archive-date= را بررسی کنید (کمک)